# Кольт Патерсон
Кольт Патерсон (англ. Colt Paterson) — первый в истории работоспособный револьвер с капсюльным воспламенением, запатентованный Сэмюэлем Кольтом 25 февраля 1836 года. Револьвер получил название по имени города, где была развернута мануфактура Кольта, но в скором времени приобрёл прозвище «Техас» за свою популярность среди жителей этой республики. Компания, называвшаяся в то время Patent Arms Manufacturing Company, кроме револьверов выпускала также винтовки и гладкоствольные ружья — все с барабанами.
Производство продолжалось до 1842 года, когда завод был закрыт в связи с низким уровнем спроса на свою продукцию и другими проблемами.

## История создания и производства
По распространённой легенде, на идею револьвера Кольта натолкнуло наблюдение рулевого механизма брига «Корво», на котором в 1830-м году молодой изобретатель совершал морское путешествие из Бостона в Калькутту (и устройство которого Кольт якобы перенёс в конструкцию своего оружия). По другой версии, во время стоянки «Корво» в Ливерпуле Кольт, посетивший с экскурсией Лондонский Тауэр, ознакомился с кремнёвыми револьверами Дафта и Колльера (оба имели поворотный механизм, не требовавший ручного проворачивания барабана). Как бы то ни было, на борту «Корво» Кольт изготовил деревянную модель револьвера (которая сохранилась и в настоящее время экспонируется в Атенее Уодсворта, Хартфорд, штат Коннектикут), а чуть позже, в начале 1830-х, разработал концепцию нового оружия и вплотную занялся проектированием работоспособных образцов. Первый прототип револьвера по заказу Кольта изготовил оружейник Джон Пирсон, за что некоторые предлагают считать его изобретателем этого оружия или хотя бы соавтором изобретения
Организованная Кольтом в Патерсоне, штат Нью-Джерси, фирма Patent Arms Manufacturing Company между 1836 и 1842 годами выпустила 1450 револьверных винтовок и карабинов, 462 револьверных дробовика и 2350 револьверов-пистолетов. Кредитор и бизнес-партнёр Кольта, Джон Элерс выпустил и продал до 1847 года ещё примерно 500 револьверов.
Револьверы «Патерсон» разделялись на три базовых типа: карманные, поясные и кобурные. Каждый базовый тип выпускался в разных калибрах (кроме кобурных: все они имели 36-й калибр) и с различной длиной ствола, также отличались общие размеры.
- карманные (англ. pocket model). Калибры .28, .31, .34, длина ствола 2,5, 3, 3,5, 4, 4,5, 4,75 дюйма.
- поясные (англ. belt model). Калибры .31, .34. Длина ствола 4 или 6 дюймов, некоторые имели дополнительный ствол длиной 12 дюймов, который можно было установить вместо стандартного.
- кобурные (англ. holster model). Калибр .36, длина ствола 4, 4,5, 5, 5,5, 6, 7,5, 9 или 12 дюймов, чаще всего 7,5 или 9[5].

Наиболее характерным «Патерсоном» следует признать «кобурную модель номер 5» (англ. Number 5 Holster), известную также, как «Техасский Патерсон» (англ. Texas Paterson) и произведённую в количестве 1000 единиц (что составляет более трети всех выпущенных «Патерсонов»).

## Конструкция
|  | Составные части Кольта «Патерсон»: Action cover — защитная крышка Arbor — ось Bolt — шкворень Bolt spring — пружина шкворня Breach — казённик Breach Screw — ударно-спусковой механизм в сборе Cylinder — барабан Frame — рамка Hammer — курок Hand — рычаг Hand spring — пружина рычага Main spring — главная пружина Sear — шептало Trigger — спусковой крючок Trigger spring — пружина спускового крючка Wedge — фиксатор ствола Врезка: положение пружин в корпусе собранного револьвера |

Револьвер имел ударно-спусковой механизм одинарного действия, то есть перед каждым выстрелом стрелку требовалось взвести курок и только потом нажимать на спусковой крючок для производства выстрела. Спусковой крючок был утоплен в корпусе и выдвигался одновременно с взведением курка. Спусковая скоба отсутствовала. Минимальные допуски, обилие мелких деталей и пружин делали конструкцию более похожей на часовой механизм, чем на оружие, предназначенное для полевой службы. Детали разных револьверов были не взаимозаменяемы.
Револьверы раннего выпуска (1836-1838) было необходимо частично разбирать для перезарядки. Порядок действий был такой:
1. Поставить курок на предохранительный взвод, чтобы освободить барабан.
2. Отжать фиксатор ствола справа налево до упора.
3. Снять ствол и барабан с центральной оси.
4. Зарядить каморы барабана порохом, оставив место для пуль.
5. С помощью шомпола вбить в каморы свинцовые пули[6].
6. Вернуть барабан и ствол на место, закрепив последний фиксатором.
7. Поставив курок на полувзвод и, используя разработанный Кольтом инструмент, установить капсюли на брандтрубки.

К револьверам полагался запасной барабан, который можно было заранее зарядить и использовать для более быстрой перезарядки, хотя это и было чревато случайным выстрелом при нанесении достаточно сильного удара по капсюлям. Такую же опасность представляло ношение револьвера с курком на предохранительном взводе или лежащим  на капсюле. Более безопасно было оставлять одну (самую верхнюю) камору не заряжённой или же поворачивать барабан так, чтобы курок лежал на участке между двумя каморами, не контактируя с капсюлями. Позже на револьверах Кольта появится усовершенствованный курок, не контактирующий с капсюлями, будучи не взведённым.
С 1839 года на «Патерсонах» появился специальный откидной рычаг-шомпол и окно, позволявшие зарядить оружие без разборки. Когда в 1842 году новая конструкция добралась до Техаса, капитан техасских рейнджеров Джон Кофи Хейс был очень рад тому, что его бойцы теперь могут перезарядить оружие, не слезая с лошади.

## Эксплуатация и характеристики
Для производства выстрела стрелку необходимо было сначала взвести курок, при этом барабан проворачивался, подводя очередную камору к стволу и фиксируя её в этой позиции. Одновременно с этим из корпуса выдвигался складной спусковой крючок. 
Достаточно длинный нарезной ствол обеспечивал неплохую точность стрельбы. Пробные стрельбы на дистанции 18 м из точной реплики «Патерсона» производства итальянской фирмы «Уберти» позволили уложить группу выстрелов в пределах 5,1—7,6 см (оружие удерживалось одной рукой).
Поясная модель номер 5 (англ. Number 5 Belt Revolver) показывала хорошую точность на дистанциях стендовой стрельбы до 46 м, однако при стрельбе с движущейся лошади дистанция эффективного огня составляла лишь несколько метров.

## Военное использование
Армия Соединённых Штатов приобрела у Кольта некоторое количество длинно- и короткоствольного оружия, ограниченно использовавшихся во Второй Семинольской войне во Флориде, но в целом оружие оценивалось, как достаточно хрупкое и ненадёжное. Республика Техас приобрела 180 револьверных винтовок и дробовиков, и некоторое количество револьверов для своего флота. Также револьверы были популярны среди техасских рейнджеров, давая им существенное преимущество в огневой мощи перед их противниками команчами (что, в частности продемонстрировала битва при перевале Бандера). Капитаны рейнджеров Джек Хейс и Сэмюэль Уокер стали горячими сторонниками нового оружия, что позже принесло свои плоды в виде военных заказов на Кольт Уолкер и другие модели.